# Vespersaurus
Vespersaurus (do latim, vesper - oeste, saurus - lagarto) é um género de dinossauro terópode cujos representantes viveram há cerca de 90 milhões de anos, durante o Cretáceo. A espécie-tipo e única espécie conhecida é Vespersaurus paranaensis, tendo sido encontrada em Cruzeiro do Oeste, no estado do Paraná, sul do Brasil.

## Descoberta
O fóssil foi encontrado em arenitos eólicos do Grupo Caiuá, na Bacia Geológica do Paraná, no município de Cruzeiro do Oeste, no estado do Paraná. O sítio era conhecido por moradores locais desde a década de 1970, mas ganhou notoriedade a partir da descoberta de fósseis do pterossauro Caiuajara dobruskii. Os achados foram analisados por paleontólogos da Universidade de São Paulo (USP), Universidade Estadual de Maringá (UEM), Museo Argentino de Ciências Naturales e Museu de Paleontologia de Cruzeiro do Oeste. A nova espécie foi denominada Vespersaurus paranaensis, a partir do termo vesper (oeste ou entardecer em latim), em referência ao nome da cidade onde foi descoberta, e por representar o primeiro dinossauro encontrado e descrito no Paraná. A descrição da espécie foi informada à imprensa no dia 26 de junho de 2019 e publicada no periódico científico Scientific Reports, do grupo Nature.

## Características e classificação
O V. paranaensis media, aproximadamente, 80 cm de altura e 1,6 m de comprimento e pesava cerca de 11 kg. Seu habitat parece ter sido o de ambientes desérticos, a julgar pelo tipo de rocha da qual seus vestígios foram retirados. A morfologia dentária sugere que apresentava dieta carnívora, mas não adaptado para material duro como ossos. Desta forma, o vespersauro provavelmente não ocupava um nicho ecológico de predador de topo, mas apresentava dieta generalista e oportunista, predando pequenos animais ou se aproveitando de carcaças. 
Trata-se da oitava espécie de terópode encontrada no Brasil. Dinossauros desse tipo possuem como característica marcante o bipedalismo, isto é, a locomoção por meio do par de pernas traseiro e em sua maioria, especialização à dieta carnívora, embora haja exceções que reverteram à herbivoria. Outros membros conhecidos do clado Theropoda no Brasil são Irritator, Ypupiara, Mirischia, Spectrovenator, Ubirajara, Berthasaura, Thanos, Pycnonemosaurus - além de Vespersaurus - e, conforme propostas filogenéticas modernas, todas as aves atuais.
A semelhança com os pássaros ainda abrange a provável presença de sacos aéreos e de vértebras escavadas por divertículos respiratórios no V. paranaensis. Tais características conferem leveza aos dinos.
O resultado de análises filogenéticas implica a inclusão da espécie na subfamília Noasaurinae, cujos integrantes aparentavam ter habitado somente Argentina e Madagascar, com possíveis registros também na Índia. Isso insinua que tais locais já estiveram unidos entre si e com o Brasil. A consolidação dessa classificação faria que o táxon Vespersaurus paranaensis fosse considerado grupo-irmão do Velocisaurus unicus, uma espécie argentina. A subfamília Noasaurinae consiste em um grupo enigmático de pequenos dinossauros terópodes relativamente raros que viveram em terras então pertencentes a um supercontinente denominado Gondwana, ao longo do Cretáceo Superior, durante a idade Maastrichtiana.
No local onde houve a fossilização do animal encontrado, o Grupo Caiuá, há fósseis escassos, encontrando-se, até pouco tempo, apenas lagartos, quelônios e pterossauros; em contraste com as demais áreas que integram o Supergrupo Bauru, Bacia do Paraná, a qual abrange o centro-sul do território brasileiro. V. paranaensis foi o primeiro dinossauro descoberto nessa região, pois, ao contrário do que costuma afirmar o senso comum, os pterossauros não são dinossauros - pertencem a um grupo próprio, embora também tenham existido durante a Era Mesozoica.
As estruturas ósseas encontradas (vértebras, bacia, membros e resquícios do crânio) eram abundantes: é o terópode em melhor estado de conservação de toda a Bacia do Bauru descoberto até o momento. Também evidenciam que a espécie possuía uma anatomia única entre os terópodes. O grande estreitamento lateral de veios de alguns ossos metatársicos, assim como o formato de lâmina das falanges proximais de dois dos três dedos que tocam o chão, indica a possibilidade de que V. paranaensis apoiaria seu peso em um único dedo, sendo funcionalmente monodáctilo, tal qual os cavalos atuais. No caso do dinossauro, tal dedo seria o médio, ao passo que os equinos possuem apenas um. Dois dedos que rodeavam essa estrutura central teriam sido utilizados para cortar e raspar, o que explicaria seu formato de lâmina. Por fim, como é típico nos terópodes, um dos dedos - o menor - sequer tocava o chão.